# Franklin University
Franklin University (dawniej: YMCA School of Commerce) – amerykański uniwersytet prywatny z siedzibą w Columbus (Ohio), będący początkowo uczelnią organizacji YMCA.

## Historia
Początki uczelni sięgają roku 1902, kiedy to kursy oferowane w przez YMCA w Columbus przekształcono w stacjonarną YMCA School of Commerce. W 1933 przyjęto nazwę Franklin University. W 1964 uniwersytet uniezależnił się od organizacji YMCA. W 1969 oddano do użytku pierwszy własny budynek, Frasch Hall. W 1976  uczelnia zdobyła akredytację North Central Association of Colleges and Schools. W 1998 utworzono Community College Alliance oraz wprowadzono pierwsze zajęcia online. W 2001, jako jedna z pierwszych instytucji edukacyjnych, uczelnia została wybrana do udziału w programie amerykańskich sił zbrojnych GoArmyEd. W 2008 zdobyła wyróżnienie Top Military Friendly College & Universities. W 2009 otwarto pierwszą placówkę edukacyjną poza Ohio – w Indianapolis. W tym samym roku wprowadzono nauczanie w kampusach w Macedonii, w Polsce i na Słowacji. Zdobyto też nagrodę Exemplar of Integrity Award. W 2010 otwarto kampusy na Ukrainie, w Turcji i Omanie oraz zwiększono obecność w Polsce. W tym samym czasie uniwersytet wyznaczony został przez Departament Stanu USA jako sponsor w ramach programu DOS Exchange Visitor Program. W 2011 zakupiono budynek Neff przy Grant Avenue w Columbus, celem umieszczenia w nim College of Arts, Sciences & Technology. Zainicjowano też naukę w kampusie w Serbii. W 2014 wybrano uczelnię jako najlepsza szkołę przyjazną dla wojska w USA.

## Studia
Uczelnia oferuje studia licencjackie, magisterskie, doktoranckie, m.in. z zakresu księgowości, administracji, informatyki, zarządzania zasobami ludzkimi, analityki biznesowej, psychologii biznesu, ma też program MBA.

## Galeria

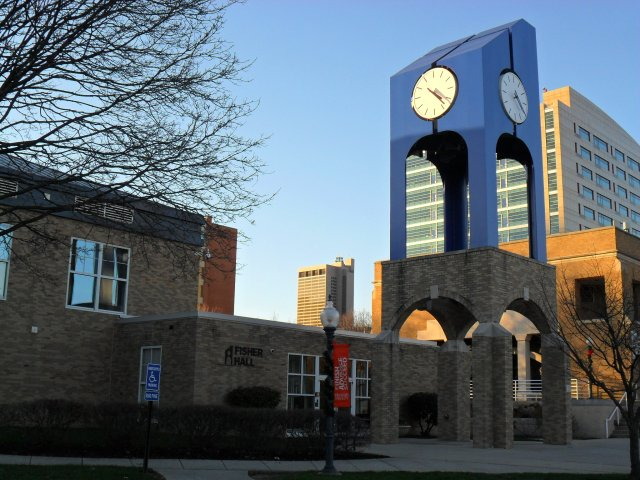
Wieża zegarowa
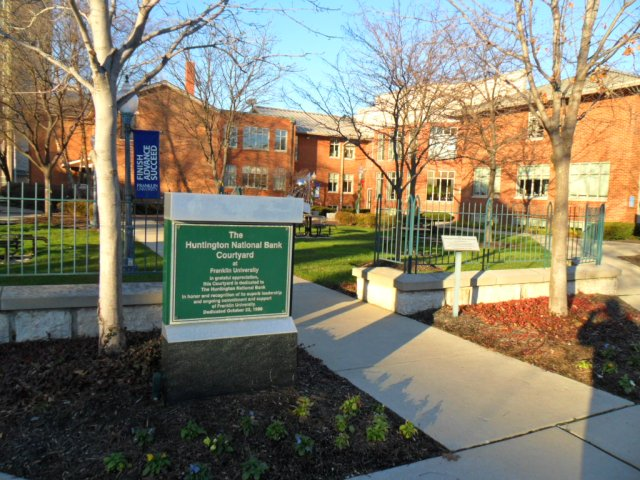
Wejście główne
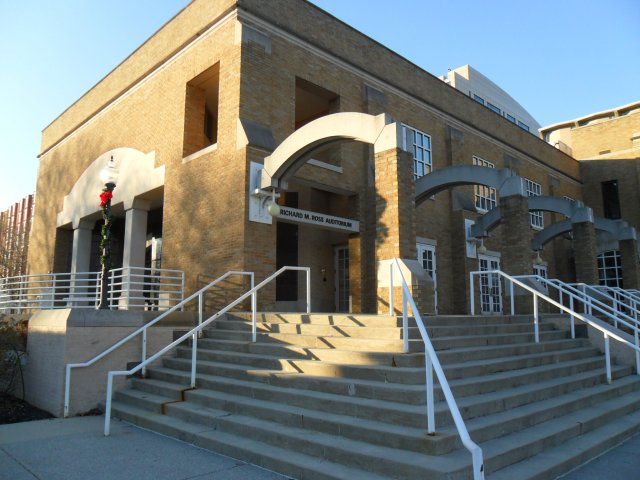
Audytorium Richarda M. Rossa